# T. F. Powys

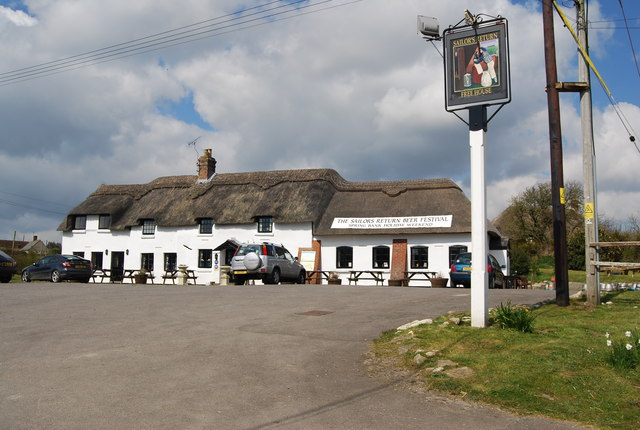
Los marineros regresan, East Chaldon. Powys vivió en East Chaldon desde 1904 hasta 1940.

Theodore Francis Powys (20 de diciembre de 1875 - 27 de noviembre de 1953), publicado como T. F. Powys, fue un novelista y escritor de cuentos británico. Es mejor recordado por su novela alegórica "El buen vino del Sr. Weston" (1927), donde Weston el comerciante de vinos es evidentemente Dios. Powys fue influenciado por la Biblia, John Bunyan, Jonathan Swift y otros escritores de los siglos XVII y XVIII, así como por escritores posteriores como Thomas Hardy y Friedrich Nietzsche.

## Biografía
Powys nació en Shirley, Derbyshire, hijo del reverendo Charles Francis Powys (1843-1923), vicario de Montacute, Somerset, durante 32 años, y de Mary Cowper Johnson, nieta del Dr. John Johnson, primo y amigo íntimo del poeta William Cowper. Fue uno de los once hermanos talentosos, incluyendo al novelista John Cowper Powys (1872-1963) y al novelista y ensayista Llewelyn Powys (1884-1939). Su hermana Philippa Powys también publicó una novela y algo de poesía, mientras que Marian Powys fue una autoridad en encaje y fabricación de encajes y publicó un libro sobre este tema. Gertrude Powys fue pintora. Otro hermano, Albert Powys, fue secretario de la Sociedad para la Protección de Edificios Antiguos y publicó varios libros sobre temas arquitectónicos.
Un niño sensible, Powys no era feliz en la escuela y la abandonó a los 15 años para convertirse en aprendiz en una granja en Suffolk. Más tarde tuvo su propia granja en Suffolk, pero no tuvo éxito y regresó a Dorset en 1901 con planes de ser escritor. Luego, en 1905, se casó con Violet Dodd. Tuvieron dos hijos y luego adoptaron una hija. Desde 1904 hasta 1940, Theodore Powys vivió en East Chaldon, pero luego se mudó a Mappowder debido a la Segunda Guerra Mundial.
Durante la Guerra Civil Española (1936-39), Powys fue uno de varios escritores del Reino Unido que hicieron campaña para enviar ayuda al bando republicano.
Las novelas "El buen vino del Sr. Weston" (1927) y "Unclay" (1931) y la colección de cuentos "Fábulas" son las más elogiadas, mientras que su primer trabajo de no ficción "El soliloquio de un ermitaño" (1916) también tiene sus admiradores. Powys era profundamente religioso, aunque de manera poco convencional; la Biblia fue una gran influencia y tenía una afinidad especial con escritores de los siglos XVII y XVIII, incluidos John Bunyan, Miguel de Cervantes, Jeremy Taylor, Jonathan Swift y Henry Fielding. Entre los escritores más recientes, admiraba a Thomas Hardy, Sigmund Freud y Friedrich Nietzsche. Powys ha sido descrito por Colin Manlove como uno de los tres principales escritores, junto con C. S. Lewis y Charles Williams, de la "fantasía cristiana" en el siglo XX.
Falleció el 27 de noviembre de 1953 en Mappowder, Dorset, donde fue enterrado.

### No ficción
- An Interpretation of Genesis. N.p.: Privately printed,1907.
- The Soliloquy of a Hermit. Nueva York: G. Arnold Shaw, 1916 (Soliloquies of a Hermit 1918). Available online [1]

### Novelas
- Black Bryony. Londres: Chatto and Windus, 1923; Nueva York: Knopf, 1923.
- Mark Only. Londres: Chatto and Windus, 1924; Nueva York: Knopf, 1924.
- Mr Tasker's Gods. Londres: Chatto and Windus, 1925; New York: Knopf, 1925.
- Mockery Gap. Londres: Chatto and Windus, 1925; Nueva York: Knopf, 1925.
- Mr. Weston's Good Wine. Londres: Chatto and Windus, 1927; Nueva York: Viking, 1927.
- Kindness in a Corner. Londres: Chatto and Windus, 1930; Nueva York: Viking, 1930.
- Unclay. Londres: Chatto and Windus, 1931; Nueva York: Viking, 1932.
- The Market Bell, edited with notes by Ian Robinson, assisted by Elaine Mencher; with an afterword by J. Lawrence Mitchell. Doncaster, South Yorkshire : Brynmill Press, 1991.

### Colecciones de cuentos
(incluidas novelas cortas)
- The Left Leg. Londres: Chatto and Windus, 1923; New York: Knopf, 1923. Available online [2]
- Innocent Birds. Londres: Chatto and Windus, 1926; New York: Knopf, 1926.
- The House With the Echo: Twenty-six Stories. Londres: Chatto and Windus, 1928; Nueva York: Viking, 1928.
- Fables. Nueva York: Viking, 1929; Londres: Chatto and Windus, 1929 (No Painted Plumage, 1934).
- The White Paternoster, and Other Stories. Londres, Chatto & Windus, 1930; Nueva York: Viking,1931.
- The Only Penitent. Londres, Chatto & Windus, 1931 (The Dolphin Books series).
- The Two Thieves (containing "In Good Earth", "God", "The Two Thieves"). Londres: Chatto and Windus, 1932; Nueva York: Viking, 1933.
- Captain Patch: Twenty-one Stories. Londres: Chatto and Windus, 1935.
- Bottle's Path, and Other Stories. Londres: Chatto and Windus, 1946.
- God's Eyes A-Twinkle (an anthology of the stories of T. F. Powys, with a preface by Charles Prentice). Londres Chatto & Windus, 1947.
- Rosie Plum, and Other Stories, ed. F. Powys. Londres, Chatto & Windus, 1966.
- Come Dine, and Tadnol, ed. A. P. Riley. Hastings: R.A. Brimmell, 1967
- Father Adam. Doncaster: Brynmill, 1990.
- Mock's Curse: Nineteen Stories, selected and edited by Elaine & Barrie Mencher. Norfolk: Brynmill, 1995.
- The Sixpenny Strumpet (with tales from The Two Thieves). Harleston: Brynmill, 1997.
- Selected Early Works of T. F. Powys. Brynmill Press, 2003.

In addition some single stories were also published as books during the 1920s and 1930s.

## Otras lecturas
- Buning, Marius. T. F. Powys: A Modern Allegorist. Rodopi: Amsterdam, 1986. ISBN 90-6203-718-6
- Churchill, Reginald Charles. The Powys Brothers. Londres: Published for the British Council and the National Book League by Longmans, Green, 1962.
- Coombes, H. T. F. Powys. Londres : Barrie and Rockliff, [1960].
- Hunter, William. The Novels and Stories of T. F. Powys. Beckenham, Kent: Trigon Press, 1977.
- Graves, R. P. The Brothers Powys. Londres: Routledge & Kegan Paul, 1983. ISBN 0-7100-9323-3
- Hopkins, Kenneth. The Powys Brothers. 1967.
- Humfrey, Belinda. Recollections of the Powys Brothers: Llewelyn, Theodore and John Cowper. Londres: Peter Owen, 1980.
- Marlow, Louis (Louis Umfreville Wilkinson). Welsh Ambassadors: Powys Lives and Letters, 1936. Londres: Rota, 1971. ISBN 0-85400-006-2
- ———. Seven Friends. Londres: The Richards Press, 1953.
- Mitchell, Lawrence J. T. F. Powys: Aspects of a Life. Bishopstone, Hertfordshire: Brynmill Press Ltd, 2005. ISBN 978-0-907839-86-6
- ———. "T. F. Powys, 1875–1953". Minneapolis: University of Minnesota Libraries, 1982.
- Pouillard, Michel. T. F. Powys (1875–1953): La solitude, le doute, l'art. Paris: Didier-érudition, 1981.
- Powys, John Cowper. Autobiography. Nueva York: Simon & Schuster, 1934; Londres: John Lane, 1934.
- Riley, Peter. A Bibliography of T. F. Powys. Hastings: R. A. Brimmell, 1967.
- Sewell, Brocard. Theodore: Essays on T. F. Powys. [Aylesford, Eng.] : Saint Albert's Press, 1964.
- Scutt, Theodora Gay. Cuckoo in the Powys Nest. Denton: Brynmill, 2000. ISBN 0-907839-62-2
- Ward, Richard Heron. The Powys Brothers. Londres: John Lane, 1935.

## Tesis
- Steinmann, Martin. T. F. Powys: A Thematic Study. Univ. of Minnesota., 1954. Ph.D Thesis.
- Goldring, Frances J. T. F. Powys as an Allegorical Novelist. Dalhousie University, Dept. of English, 1969. M.A. Thesis.
- Hoffman, David Edwin. A Comparative Study of J. C. Powys, T. F. Powys and Llewelyn Powys, with Special Reference to the Influence of Their Private Religions in Their Literary Work. King's College, Londres, Department of English, 1958. M.A. Thesis.